# 馬載
馬載（?—?），字元休，唐朝大臣，博州茌平（今山东省茌平县）人，马周的儿子。
唐高宗咸亨年间为司列少常伯（吏部侍郎），与裴行俭分掌选事，最为称职，吏部时称裴、马。马载称赞苏颋：“古称一日千里，苏生是已。”仪凤年间，左仆射刘仁轨、右仆射戴至德、侍中张文瓘、中书令李敬玄、右庶子郝处俊、黄门侍郎来恒、左庶子高智周、右庶子李义琰、吏部侍郎裴行俭、马载、兵部侍郎萧德昭、裴炎、工部侍郎李义琛、刑部侍郎张楚金、金部郎中卢律师等奉敕，删缉格式。仪凤二年二月九日，撰定奏上《永徽留本司格后》十一卷。马载后为雍州长史，在任上去世。后来卢从愿与李朝隐同时典选，有美誉。时人称道：吏部前有马、裴，后有卢、李。其子馬觀、馬覬（吏部郎中）。馬覬之子馬元振、馬元拯。

## 传记资料
- 《旧唐书》卷七十四
- 《新唐书》卷九十八